# BP Portrait Award

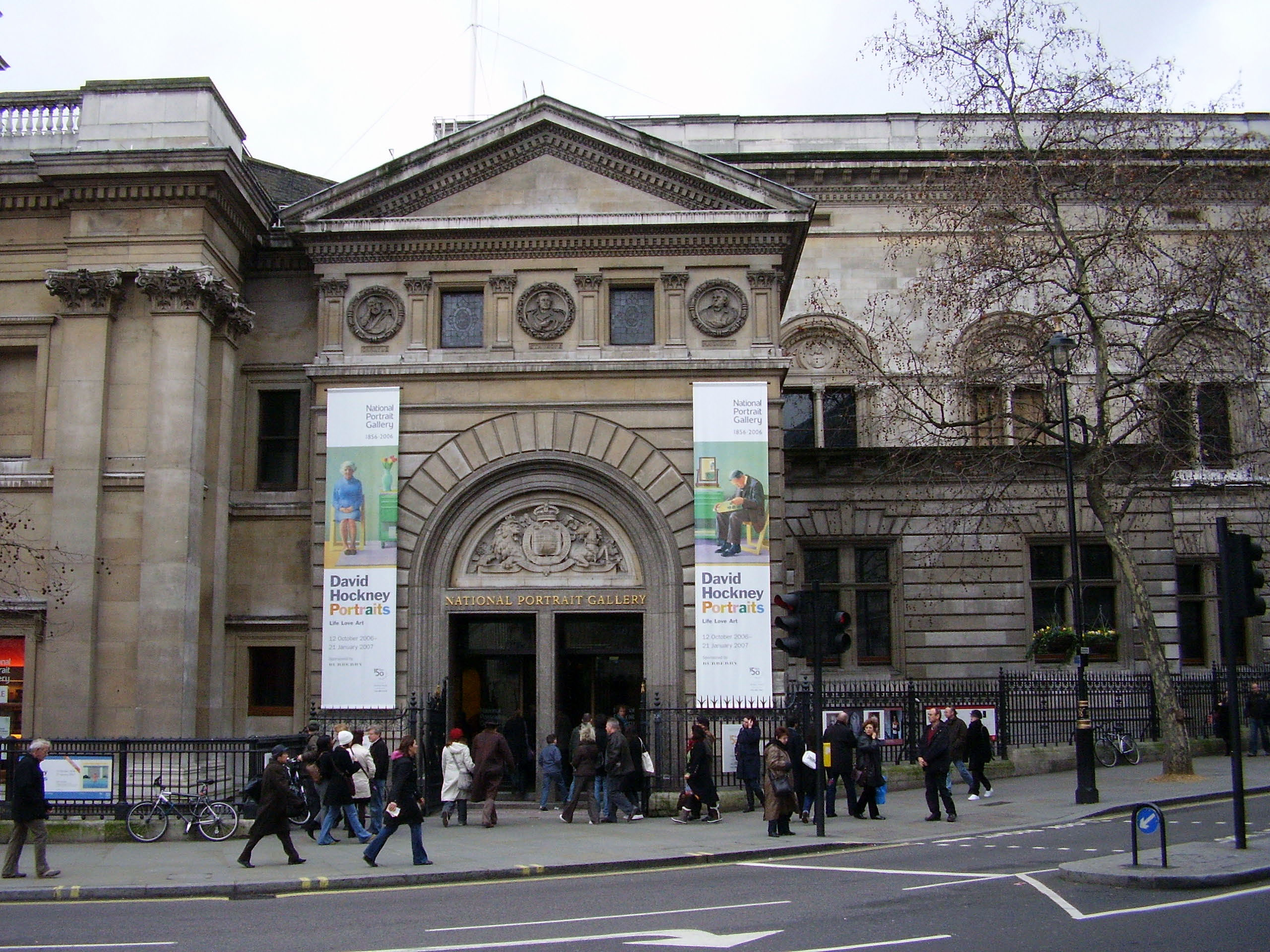
L'ingresso della National Portrait Gallery.

Il BP Portrait Award è un premio di ritrattistica pittorica indetto dalla National Portrait Gallery di Londra e finanziato dalla British Petroleum.
È uno dei premi d'arte più prestigiosi al mondo e in assoluto il più prestigioso nel suo genere, definito dal Daily Mail come l'Oscar della ritrattistica.
Ogni anno vengono candidati al premio 55 dei ritratti più notevoli ed originali della pittura contemporanea, i quali vengono esposti nella National Portrait Gallery solitamente da Giugno a Settembre. Nel 2011 l'esposizione è stata visitata da 341.000 persone (più di 3000 visitatori al giorno), contribuendo a rendere la National Portrait Gallery uno dei 20 musei più visitati al mondo.

## Premi
- Primo premio: 30.000£ e una commissione, a discrezione del museo, di un ritratto finalizzato alla collezione permanente della galleria.
- Secondo premio: 10.000£
- Terzo premio: 8.000£
- BP Young Artist Award: consegnato al miglior artista under 30, consiste in un premio di 7.000£
- BP Travel Award 2013: £6,000

## Winners

### John Player Portrait Award
- 1980
- 1981
- 1982 Humphrey Ocean
- 1983 Michael R. Taylor
- 1984 Rosemary Beaton
- 1985 Jeff Stultiens
- 1986 Ivy Smith
- 1987 Alison Watt
- 1988 Allan Ramsay
- 1989 Paula MacArthur & Tai-Shan Schierenberg - joint first prize winners

### BP Portrait Award
- 1990 Annabel Cullen
- 1991 Justin Mortimer
- 1992 Lucy Willis
- 1993 Philip Harris
- 1994 Peter Edwards
- 1995 Ishbel Myerscough
- 1996 James Hague
- 1997 James Lloyd
- 1998 Thomas Watson
- 1999 Clive Smith
- 2000 Victoria Russell
- 2001 Stuart Pearson Wright
- 2002 Catherine Goodman
- 2003 Charlotte Harris
- 2004 Stephen Shankland
- 2005 Dean Marsh
- 2006 Andrew Tift
- 2007 Paul Emsley
- 2008 Craig Wylie and Praneet Arora
- 2009 Peter Monkman
- 2010 Daphne Todd
- 2011 Wim Heldens
- 2012 Aleah Chapin[14]
- 2013 Susanne du Toit[15]
- 2014 Thomas Ganter
- 2015 Matan Ben Cnaan
- 2016 Clara Drummond
- 2017 Benjamin Sullivan
- 2018 Miriam Escofet